# 草尾毅
草尾毅（日语：／ Kusao Takeshi，1965年11月20日—），日本男性配音員、演員、歌手、旁白、廣播主持人。出身於埼玉縣所澤市。身高165cm。B型血。

## 來歷
高中（埼玉縣立所澤北高等學校）時期由於讀書不專心，因此畢業後跟朋友一起參加大學入學考試，結果不合格。其後考入青二Production屬下的青二塾，一年內學會配音基礎。此外他跟冬馬由美同是青二塾東京校第6期畢業生。
第一份工作是千葉繁主演、押井守第一次當導演的作品《紅色眼鏡/The Red Spectacles》中飾演屍體一角。其他工作包括穿著卡通毛娃娃服扮演卡通人物。1987年初期聲演OVA角色。
1989年因《鎧傳》受歡迎而跟其他主演男聲優組成歌唱組合NG5，最高峰時每月參與15場表演，有關CD賣出70萬片，有12億日元的收入記錄。OVA預約有7萬以上，音樂影片登上Oricon公信榜第1名，相當受大眾歡迎。1990年NG5解散後，開始個人歌唱活動，演唱多首動畫片頭曲、片尾曲和插入曲，另外還出個人專輯。
2015年5月20日，宣布與齊藤佑圭結婚。兩個小孩分別在2018年和2021年誕生。

## 角色

### 特色
擅長飾演熱血的青年和少年，如《NG騎士檸檬汽水&40》的檸檬和《灌籃高手》的櫻木花道，特別是《七龍珠Z》的特南克斯、《羅德斯島戰記》的帕恩、《幻想傳奇》的克雷斯·亞爾貝因、《戰國無雙》系列的真田幸村等這類戰鬥勇者的角色。
另一方面，草尾也演過像《Guilty Gear》系列的凱=奇斯克這種外冷內熱的角色和《D·N·ANGEL》的KRAD那種冷酷的美形反派角色。及《DARKER THAN BLACK -黑之契約者-》的魏志軍狂野裡的最終魔王。其它還有演過像《地上最強新娘》的虎金井天下等美形卻滑稽的人，及《惡魔阿薩謝爾在召喚你》的沙利葉那樣口口聲聲的說要肅清人間的罪惡、卻只要被長相兇惡的人瞪一眼就會乖乖退縮的膽小鬼。
多半飾演青年和十多歲的少年，近年飾演非人類角色比較多，也曾試過一人演多角，如《七龍珠Z》中的青年，從幼少時期到青年時期的特南克斯以及賽亞人姿態，全都是他一人擔演。在《Yes！光之美少女5》也能分開演繹可可和青年小小田浩史。
另外他也有參加特攝作品的配音，第一部作品是《鐵甲小寶》的主角卡布達，平常狀態和超級狀態都是由草尾一人擔當。也曾經在該劇的第36話客串出演。在《聲優戰隊Voicelugger》也以電視演員身分飾演主角天馬武。

### 外語配音工作
除了參加日本動畫與遊戲的配音工作之外，草尾也有積極為美國電影和電視影集進行日語配音。其中還包括李奧納多·狄卡皮歐年輕時演出的作品，及情境喜劇《淘氣小子看世界》主角的童年玩伴朋友尚恩·赫特（萊德·斯特朗飾演）等好萊塢青春喜劇類的作品。

## 人物、逸事
在廣播節目開始時，會以節目完結時的方式開玩笑地介紹自己。他在電台節目多半有煩惱解問環節，每次都會以自己獨特的見解解答聽衆來信。
2001年他以嘉賓身份參加陣內智則的個人表演節目「JING」內單元「聲優挑戰」中的講師，用《七龍珠Z》的影片即興演出，獲得觀衆熱烈的掌聲。
1989年組成的聲優音樂組合「NG5」大受歡迎，每次在《鎧傳》有關的演唱會和握手會活動後，都有情緒失控的影迷，要出動到救護車控制場面。NG5不只在動畫界受歡迎，連綜合資訊節目如《FNN Super Time》和《地球發19時》都有詳盡報道（詳細內容請參照「NG5」（日語）項目）。在《地球發19時》的NG5特集中，草尾提過他當時的薪金是每個月5萬日元。
林原惠是從他NG5時期認識的朋友，她看過草尾的演唱和跟他喝酒。草尾曾在她的廣播節目《林原惠的心路小站》做嘉賓的時候，林原提及她以前握過隔壁的狗「小白」的屁股，草尾覺得有趣，就以這個話題開玩笑地說「請收聽『小惠握過小白的屁』這個環節!!」，怎知其後收到大量有關握過小狗屁股的來信，令這個環節誕生，成為常態性環節。草尾或他本人在模仿林原惠的時候，其單曲的標題會不定期地交替出現。
參與朝日電視網的各《仙魔大戰》作品中，每一部都可以聽到他的聲音，在第3部《超仙魔大戰》中他演的是10歲的主角鳳凰／大聖鳳凰，並主唱主題曲和片尾曲。他是其中一位跟仙魔大戰有緣的配音員。
另外，他也跟真田幸村很有緣，不僅在戰國無雙系列飾演真田幸村，妻子齊藤佑圭也在該系列擔任井伊直虎和少年期真田幸村的配音。處女作《AKIRA》中的甲斐出身於真田幸村的出身地，代表作《鎧傳》的真田遼是真田幸村的子孫。還有，跟草尾有關的惡搞大多數都跟真田幸村有關。
在《NG騎士檸檬汽水&40》跟矢尾一樹一起配音時，性格會變得很熱血。此外，跟草尾一樣也在《NG騎士檸檬汽水&40》演出的前輩肝付兼太，出席發表會在台上說他不會忘記「每週看到年輕一輩的正能量都會充滿活力。但是，如果每週像這樣尖叫，我的生命必定會縮短」。
至今擔心自己是否還能發出《灌籃高手》中櫻木花道的聲音，所以每次在配音時都會感到很興奮，或找到懷舊遊戲拿出來玩時，再次意識到「那時的我聲音還很年輕的!!」。他還說「如果我是櫻木花道，我每三次就會有一次身體不舒服」。因為這是他以前從未有過的角色，由於與上午10點開始的錄音工作重疊，所以每次要發出高漲的聲音都非常困難。2008年4月8日上《笑一笑又何妨！》的時候，在現場曾經表演櫻木花道的聲音。
他很少在廣播中吐露深藏心中的話，原因他想放在《CLUB 可可&果果》最終回適時找機會說出，並報告已經解決的情況和其原因。

### 七龍珠相關
新人時期坐在錄音室時，偶然發現《週刊少年Jump》雜誌被放在旁邊，其故事進度恰巧編到特南克斯第一次出場，他半開玩笑的跟經紀人說「這特南克斯我要!!」。後來真正得到這角色的演出時，他非常的高興。關於幫特南克斯配音，草尾說「我有時候會模仿堀川先生演父親達爾的台詞和叫聲」。
應邀前往出席美國北卡羅來納州舉辦的擔任活動嘉賓時，他與孫悟天的美國配音員來個合體的表演。在卡卡圈坊新宿店排隊排了一個半小時，巧合的是，工作人員告訴他附近的一號店裡面，雪野五月、井上喜久子等人與另一組工作人員共10多個人分別乘坐2台車一起去購買。
在《七龍珠》系列的錄音室裡面，包括工作人員在內的演員陣容其氣氛非常和諧又有活力。跟野澤雅子一起演悟天克斯的時候，要求異口同聲說台詞也很困難，他說「野澤姐說這也許這比較適合我」。當初，草尾對要演小時候的特南克斯感到不安，他覺得，野澤能同時一人分飾三角演孫悟空、孫悟飯、孫悟天是一種學問。
睽違23年，《七龍珠超》動畫決定製作時，特南克斯的聲音在仍然請草尾繼續擔任，他說「我以為我不會再演未來的特南克斯，即使只有一毫米的距離，但也對我來說是晴天霹靂」。

## 演出
粗體字表示主要角色。

### 電視動畫
1987年
- 聖魔大戰（牛若天子／牛若神帝／聖靈牛若）
- 波士可的冒險（日语：ボスコアドベンチャー）（群衆、村民 等）

1988年
- 超能力魔美（新聞社社員A、籃球社社部員）
- 奇天烈大百科（銀行員、警官、男A、黨羽B）
- 聖鬥士星矢（烏爾夫那智）
- 之後頓珍漢（日语：ついでにとんちんかん）（男孩子A[8]）
- 七龍珠（青年[8]）
- 妳好！淑女小琳（日语：レディ!!#ハロー！レディリン）（托馬斯）
- 甜蜜小天使 (1988年版)（徹）
- 鎧傳（真田遼／烈火之遼／下集預告旁白）

1989年
- 惡魔君（桐人[9]、3人組〈青〉）
- 美味大挑戰（棒球選手B）
- 獸神萊卡（和男）
- 七龍珠Z（皮格羅）
- 手塚治虫物語 我的孫悟空（日语：ぼくのそんごくう）（手塚治虫）
- 新仙魔大戰（紐羅賓）
- 魔法使莎莉 (1989年版)（陽平）
- 桃太郎傳說 PEACHBOY LEGEND（浦島太郎、青魔鬼）
- YAWARA！（社團社員）

1990年
- NG騎士檸檬汽水&40（檸檬／馬場檸檬、先代檸檬）
- 美味大挑戰（天野利夫）
- 大耳鼠（穆尼爾）
- PEACH COMMAND 桃太郎傳說（鬼魔呂）
- 勇者凱撒（綠色至尊）
- 至尊勇者（留迪）

1991年
- 機甲警察金屬傑克（尼古拉）
- 蓋特機器人號（一文字號[10]／下集預告旁白）
- 七龍珠Z（特南克斯）

1992年
- 踢向明天（日语：あしたへフリーキック）（伍代隼）
- 美味大挑戰（大原公）
- 超電動機械人 鐵人28號FX（夏樹三郎）
- 超仙魔大戰（鳳凰／大聖鳳凰／下集預告旁白）

1993年
- 灌籃高手（1993～1996，櫻木花道／下集預告旁白）
- 七龍珠Z 絕望的反抗!! 殘留的超級戰士·悟飯和特南克斯（日语：ドラゴンボールZ 絶望への反抗!!残された超戦士・悟飯とトランクス）（特南克斯）

1994年
- 小小男子漢（水島）

1995年
- 新機動戰記鋼彈W（穆勒）
- 七龍珠Z（烏帕〈青年時期〉）
- NINKU -忍空-（麒麟）
- 爆走獵人（コウ）

1996年
- 蒙面俠蘇洛傳（基德）
- VS騎士檸檬汽水&40炎（檸檬／馬場彈珠汽水、馬場檸檬／赤風、初代檸檬）
- 鬼太郎 (第4作)（傘妖、竹切狸）
- 七龍珠GT（特南克斯）

1997年
- CLAMP學園偵探團（秋海洞威）
- 少女革命（西園寺莢一）
- 深海人魚傳說（日语：深海伝説MEREMANOID）（馬達姆）
- 橫行太保（御影亮二）

1998年
- 快傑蒸汽偵探團 TV ANIMATION SERIES（魯·布雷德）
- 男女蹺蹺板（宮澤洋之、旁白）
- 金田一少年之事件簿（川島豐）
- SHADOW SKILL -影技-（蛇男、Darkness）
- 名偵探柯南（本田修）

1999年
- 炸彈人 彈珠人爆外傳V（ホームズボン）

2000年
- 迷糊女戰士（KEY）
- 幻想魔傳 最遊記（紅孩兒）
- 麻辣教師GTO（青年）
- 數碼寶貝大冒險02（左輪獸）
- BOYS BE…（青年）
- 愛上壞壞的死神（我孫子哲博）

2001年
- 辣妹當家（健）
- RUN=DIM（冴木俊）

2002年
- 推理之絆（淺月香介）
- 貝可拉（日语：ペコラ）（夏巴特）
- ONE PIECE（科薩、惡黨）

2003年
- 犬夜叉（蠻骨）
- 最遊記RELOAD（紅孩兒）
- D·N·ANGEL（KRAD）
- 魯莽天使（皮埃爾）
- 怪醫黑傑克2小時特別篇 ～4個生命奇蹟～（四郎）
- 惑星奇航（斯利）
- 冒險遊記Pluster World（金加德）
- 呢間學校有古怪（ドッキー）
- ONE PIECE（扎普）

2004年
- Keroro軍曹（Dororo兵長／Zeroro／Dororo頭領／Dororo龍、隨從星人、基地內廣播、QQ星人、Dokuku、Kiroro戰鬥班長、宇宙什錦燒XL、宇宙京風章魚燒TDR）
- 最遊記RELOAD GUNLOCK（紅孩兒）
- SAMURAI 7（兵庫）
- 野昭如 戰爭童話集「一艘小型潛水艇愛上鯨魚的故事（日语：小さい潜水艦に恋をしたでかすぎるクジラの話）」（夏奇）
- 超變身角色扮演前傳（久留米健治郎）
- 名偵探柯南（根倉知惠藏〈安西學、谷崎〉）
- 熱拳本色（香取石松）

2005年
- 新宇宙飛龍（李·金西恩、大空魔龍）
- 機動新撰組 萌之劍 TV（田中右近）
- 極速攝殺（百合丘蘭）
- 曙光少女（威爾）
- 冒險王比特（洛斯哥特）

2006年
- 死亡代理人（洛基）
- 地上最強新娘（虎金井天下）
- 飛天小女警Z（希洛）
- 火影忍者（剛頭）
- 真仙魔大戰（大和王子（日语：ヤマト王子）／大和神帝、天兒須佐野）
- 怪傑佐羅利（佛萊迪）
- 名偵探柯南（六田卓兒）
- 夢使者（三島宙明）
- ONE PIECE（哈古瓦爾·D·薩烏羅）

2007年
- Yes！光之美少女5（可可〈小小田浩史〉）
- 鬼太郎 (第5作)（鷲尾誠）
- Code Geass反叛的魯路修（毛）
- DARKER THAN BLACK -黑之契約者-（魏志軍、EPR會員）
- 逮捕令 全速前進（研究員）
- Hello Kitty 蘋果森林之謎（日语：ハローキティ りんごの森シリーズ）（艾米莉的爸爸〈羅伯特〉）
- 新楓之谷（安吉[11]）
- MAJOR 3rd season（藤井）

2008年
- Yes！光之美少女5GoGo！（可可〈小小田浩史〉）
- SKIP BEAT！華麗的挑戰（黑崎潮）
- TYTANIA -泰坦尼亞-（阿爾塞斯·泰坦尼亞）
- MAJOR 4th season（藤井）
- World Destruction ～毀滅世界的六人～（青蛙師）

2009年
- 蒼天航路（夏侯惇[12]）
- MAJOR 5th season（藤井、戴維斯）
- 戰鬥陀螺 鋼鐵奇兵（毒島）

2010年
- 犬夜叉 完結篇（曲靈）
- Keroro軍曹（系統聲音、警官）
- 戀愛班長（雄二）
- 超級機器人大戰OG -The Inspector-（ヴィガジ）
- 數碼寶貝合體戰爭（蒼沼桐葉、弩機獸、暴龍獸／機械暴龍獸、科學飛龍獸、巴古拉獸）
- 動物環境會議（熊貓帕奧）
- 七龍珠改（特南克斯）
- 火影忍者疾風傳（白浪）
- MAJOR 6th season（藤井）
- 熱拳本色1 影道篇（香取石松）

2011年
- 戀愛班長 Second Season（雄二）
- 世界一初戀（長谷川）
- 數碼寶貝合體戰爭 驅動時代的少年獵人們（鐘錶行爺爺、暴羅剎獸、弩機獸）
- 數碼寶貝合體戰爭 邪惡的死亡指揮官與七個王國（蒼沼桐葉、弩機獸、暴龍獸、機械暴龍獸／吉克暴龍獸、OP旁白、巴古拉獸／黑暗巴古拉獸）
- FUJILOG（日语：フジログ）（藤山修）
- 認真和我談戀愛!!（島津岳人[13]）
- 惡魔阿薩謝爾在召喚你（沙利葉）
- 熱拳本色1 世界大會篇（香取石松）
- ONE PIECE（哥爾·D·羅傑〈年輕時期〉）

2012年
- GON -小恐龍阿貢-（傑克）
- 聖鬥士星矢Ω（邪武）
- 探險托里蘭托（洛蓋）
- 數碼寶貝合體戰爭 穿越時空的少年獵人們（蒼沼桐葉、機械暴龍獸／吉克暴龍獸）
- 襲來！美少女邪神（奈亞夫[14]）

2013年
- 王者天下 第2系列（江彰）
- ONE PIECE×美食獵人×七龍珠Z 超夢幻合作特別篇!!（特南克斯）
- 惡魔阿薩謝爾在召喚你Z（沙利葉）
- ONE PIECE 梅利特別篇 ～另一位夥伴的故事～（哈古瓦爾·D·薩烏羅）

2014年
- 相撲力士!! 松太郎（日语：のたり松太郎）（大黄金）
- 地球隊長（廣末雷特）
- 戰國無雙SP 真田之章（真田幸村[15]）
- Keroro（Dororo兵長[16]、宇宙地獄犬）
- 天才黃金腦 ～神之謎 第3系列（約翰·齊格蒙德·艾尼格瑪）
- 星光樂園（拉拉的爸爸）
- 大家集合！法爾康學園（日语：みんな集まれ!ファルコム学園）（???[注 2]、粉絲）
- 名侦探柯南 江户川柯南失踪事件 ～史上最糟糕的两天～（即興表演的龍[17]）
- 享用羅德斯島戰記 ～對我來說很美味嗎？～（日语：召しませロードス島戦記 〜それっておいしいの?〜）（帕恩[18]）
- 境界觸發者（2014～2016，忍田真史[19]）

2015年
- 怪盜Joker Season2（Lucky Pyramid）
- 戰國無雙（真田幸村[20]）
- 七龍珠改（烏帕〈青年時期〉）
- 七龍珠超（2015～2017，特南克斯、拉本達、那力拉瑪、西索普、布恩）
- 魔术快斗1412（多隆刑警）
- 大家集合！法爾康學園SC（粉絲、???[注 3]）

2016年
- 烏龍派出所 THE FINAL 兩津勘吉最後的一天（綁匪部下1[21]）
- 虎面人W（藤井大助[22]）

2017年
- 最遊記RELOAD BLAST（紅孩兒[23]）
- 潔癖男子青山！（伊藤）
- 此花綺譚（藝能之神B）

2018年
- 偶像時間星光樂園（拉拉的爸爸）
- MAJOR 2nd（藤井[24]）
- Free！-Dive to the Future-（奇怪的男人〈東龍司〉）
- 深夜！天才妙老爹（日语：深夜!天才バカボン）（遊戲設計師後輩）
- 爆釣王（日语：爆釣バーハンター）（2018～2019，立津手斗真[25]）
- 鬼太郎 (第6作)（2018～2019，狼男〈沃爾夫剛古〉[26]、蝙蝠貓[27]）
- 黑色五葉草（2018～2019，拉德羅斯[28]）
- 名偵探柯南（鷹丈哲也）

2019年
- 戰姬絕唱SYMPHOGEAR XV（恩基）

2020年
- 毛球剛次郎（日语：けだまのゴンじろー）（浦島）
- 數碼寶貝大冒險：（城戶丈[29]）
- 社長，戰鬥的時間到了！（先代）
- 我立於百萬生命之上（遊戲管理員）
- 大貴族（雷卡·凱爾提亞）

2021年
- 境界觸發者 2nd season（忍田真史）
- 半妖的夜叉姬（魔夜中）

2022年
- 最游记RELOAD -ZEROIN-（紅孩兒）
- Estab-Life Great Escape（ミールペン）

2023年
- 文豪Stray Dogs（小栗虫太郎[30]）
- 屍體如山的死亡遊戲（夏古魯亞·艾迪斯·路古利特）
- 希望之力～成年光之美少女'23～（可可[31]）

2024年
- 金肉人 完美超人始祖篇（ネメシス[32]）

2025年
- 名偵探柯南（安室透〈第2代〉[33]）
- 聖騎士之戰 奮戰：DUAL RULERS（凱＝奇斯克[34]）

### 電影動畫
1988年
- AKIRA（甲斐）
- 聖魔大戰：第一次聖魔大戰（楔打王）
- 聖魔大戰：無緣區域的祕寶（牛若神帝）

1989年
- 劇場版 惡魔君（桐人）
- 聖鬥士星矢：最終聖戰的戰士們（船員）

1991年
- 機動戰士鋼彈F91（杜雷·羅納[35]）

1992年
- 七龍珠Z：極限之戰!! 三大超級賽亞人（特南克斯）

1993年
- 藏青色的記憶 滿蒙開拓與少年們（日语：蒼い記憶 満蒙開拓と少年たち）（吉崎健次）
- 七龍珠Z：燃燒!! 熱戰、烈戰、超激戰（日语：ドラゴンボールZ 燃えつきろ!!熱戦・烈戦・超激戦）（特南克斯）
- 七龍珠Z：銀河面臨危機!! 身手不凡的高手（特南克斯）

1994年
- J聯賽的享受100倍快樂的方法!!（日语：Jリーグを100倍楽しく見る方法!!）（中山雅史）
- 劇場版 灌籃高手（日语：スラムダンク (1994年の映画)）（櫻木花道）
- 灌籃高手：稱霸全國！櫻木花道（日语：スラムダンク 全国制覇だ! 桜木花道）（櫻木花道）
- 七龍珠Z：兩人面臨危機！超戰士難以成眠（日语：ドラゴンボールZ 危険なふたり!超戦士はねむれない）（特南克斯）
- 七龍珠Z：擊敗超戰士!!勝利是屬於我的（日语：ドラゴンボールZ 超戦士撃破!!勝つのはオレだ）（特南克斯）

1995年
- 灌籃高手：湘北最大的危機！燃起鬥志的櫻木花道（日语：スラムダンク 湘北最大の危機! 燃えろ桜木花道）（櫻木花道）
- 灌籃高手：咆哮籃球員靈魂！花道和流川的灼熱夏季（日语：スラムダンク 吠えろバスケットマン魂!! 花道と流川の熱き夏）（櫻木花道）
- 七龍珠Z：復活的融合!! 悟空和達爾（特南克斯）
- 七龍珠Z：龍拳爆發!! 悟空捨我其誰（日语：ドラゴンボールZ 龍拳爆発!!悟空がやらねば誰がやる）（特南克斯）

1999年
- 少女革命歐蒂娜 ～思春期默示錄（西園寺莢一）

2000年
- ONE PIECE 黃金島大冒險（烏南〈少年時期〉）

2004年
- 犬夜叉：紅蓮的蓬萊島（獸羅）

2005年
- 劇場版 光之美少女 Max Heart 2：雪空的朋友（弗利茲）
- ONE PIECE 祭典男爵與神祕島（鞭五郎）

2006年
- 超劇場版Keroro軍曹（Dororo兵長）
- 劇場版 怪傑佐羅利：神秘寶藏大作戰（Dororo兵長）[注 4]

2007年
- 劇場版 Yes！光之美少女5：鏡之國的奇蹟大冒險！（可可〈小小田浩史〉）
- 超劇場版Keroro軍曹2：深海的公主（Dororo兵長）
- 小Kero K隆球的秘密!?（Zeroro）
- ONE PIECE 阿拉巴斯坦戰記 沙漠王女與海賊們（寇沙、哈古瓦爾·D·薩烏羅）

2008年
- 劇場版 Yes！光之美少女5GoGo！甜點王國歡樂的生日聚會♪（可可〈小小田浩史〉[36]）
- 超劇場版Keroro軍曹3：Keroro VS Keroro 天空大決戰（Dororo兵長）
- 武者Kero 宣佈！戰國群星大戰鬥（Dororo頭領）

2009年
- 劇場版 光之美少女 All Stars DX：大家都是朋友☆奇蹟的全員大集合！（可可〈小小田浩史〉）
- 超劇場版Keroro軍曹4：逆襲的龍勇士（Dororo兵長／Dororo龍）
- Keroro 出發啦！全員集合（Dororo兵長）

2010年
- 光之美少女 All Stars DX2：希望之光☆守護彩虹寶石！（可可〈小小田浩史〉）
- 超劇場版Keroro軍曹5：誕生！究極Keroro奇蹟的時空之島!!（Dororo兵長）

2011年
- 光之美少女 All Stars DX3：傳達到未來！連結世界☆彩虹之花！（可可〈小小田浩史〉、弗利茲）
- 名偵探柯南：沉默的15分鐘（笹本刑警）
- ONE PIECE 3D 追逐草帽大冒險（將校）

2013年
- 短暫和平『九十九』（蛇之目蛙[37]）
- 七龍珠Z：神與神（特南克斯）

2015年
- 七龍珠Z：復活的「F」（特南克斯[38]）

2018年
- 七龍珠超：布羅利（特南克斯）

2021年
- 劇場版 Healin' Good ♥ 光之美少女 夢想的小鎮心動不已！GoGo！大變身!!（日语：映画 ヒーリングっど♥プリキュア ゆめのまちでキュン!っとGoGo!大変身!!）（可可[39]）

2022年
- 七龍珠超：超級英雄（特南克斯）
- 劇場版 寶石寵物 Attack Travel！（[40]）

2025年
- 名偵探柯南：獨眼的殘像（降谷零〈安室透〉[41]）

### OVA
1987年
- 湘南爆走族III 10盎司的羈絆（國中生）

1988年
- 惡魔新娘 蘭之組曲（日语：悪魔の花嫁）（久松）
- 雷諾尼都紀事 Dragon Slayer傳說（少尉）
- JUNK BOY（日语：JUNK BOY）（山崎良平）
- （少年）
- 瑪丹娜 炎之老師（日语：マドンナ (漫画)）（貓渡）

1989年
- 伊蘇（亞特爾·克里斯汀）
- 強殖裝甲加爾巴 ACT II（深町晶）
- 銀河英雄傳說（哈茲奇）
- 新足球小將翼（凡·迪亞斯（日语：ファン・ディアス (キャプテン翼)））
- 聖獸機Guardian -CYBERNETICS GUARDIAN-（日语：聖獣機サイガード -CYBERNETICS・GUARDIAN-）（約翰·斯托卡）
- BE-BOP-HIGHSCHOOL（日语：ビー・バップ・ハイスクール）（工藤秋彥）
- 風魔小次郎（雄皇）
- 變幻退魔夜行 迦樓羅漫舞！奈良怨靈繪卷（日语：カルラ舞う!）
- 無限地帶23 PartIII 夏娃的覺醒和解放日（高中英二）
- 鎧傳 外傳（真田遼／烈火之遼）
- 鎧傳 輝煌帝傳說（真田遼／烈火之遼）

1990年
- 戰國武將列傳 爆風童子必殺人（日语：戦国武将列伝 爆風童子ヒッサツマン）（必殺人）
- 戰鬥吧！勇者凱撒！所有的凱撒（綠色至尊）
- 藤子·F·不二雄科幻短篇 宇宙船製造法（日语：藤子不二雄アニメ史#OVA）（小山）
- 羅德斯島戰記（帕恩（日语：パーン (ロードス島戦記)））
- 鎧傳 MESSAGE（真田遼／烈火之遼）

1991年
- NG騎士檸檬汽水&40 EX 畢克龐貝達城冒險 愛的狂瀾大作戰（馬場檸檬）
- TYLOR THE IRRESPONSIBLE CAPTAIN（武藏·加藤）

1992年
- 愛物語 9 LOVE STORIES（日语：愛物語）（淳）
- 伊蘇 天空的神殿 ～阿德爾·克利斯汀的冒險～（亞特爾·克里斯汀）
- 強殖裝甲加爾巴 ACT II（深町晶）
- 超時空要塞II -LOVERS AGAIN-（馬修）
- 電影少女 -VIDEO GIRL AI-（弄內洋太）
- 破妖之劍（日语：破妖の剣）（亂華）
- 巴比倫2世（巴比倫2世）
- 星屑樂園（日语：星くずパラダイス）（寶生廣志）

1993年
- NG騎士檸檬汽水&40 EX 期待興奮時空 炎之大搜査戰（馬場檸檬）
- SINGLES（立花大地[42]）
- 卡辛（卡辛〈東鐵也〉）
- 七龍珠Z外傳 賽亞人滅絕計畫（特南克斯）
- FIGHT!!（日座陽之介）

1994年
- 鬼切丸（鬼切丸）
- （男子）
- 亂馬½ SPECIAL 甦醒的記憶（真之介）

1995年
- （島田亞輝）

1997年
- 那一天的CLAMP學園偵探團（秋海洞威）
- VS騎士檸檬汽水&40FRESH（第4代檸檬汽水〈檸檬汽水·奧西里斯〉）

1998年
- 快傑蒸汽偵探團 先行篇錄影帶（魯·布雷德）
- 卒業M -我們的嘉年華-（日语：卒業M）（草薙瑞穗）

2002年
- 聖鬥士星矢 冥王黑帝斯十二宮篇（日语：聖闘士星矢 冥王ハーデス編）（山羊座（摩羯座）修羅）

2003年
- 機動新撰組 萌之劍（田中右近）
- 光明騎士4（日语：グローランサーIV）（萊洛斯）
- 魔物獵人日誌G（艾力克斯）

2004年
- 幻想傳奇 THE ANIMATION（克雷斯·亞爾貝因）

2005年
- 阿多尼斯（索馬）

2007年
- 幻想魔傳 最遊記 -希望的罪過-（紅孩兒）
- 聖鬥士星矢 冥王黑帝斯冥界篇 後章（日语：聖闘士星矢 冥王ハーデス編）（山羊座（摩羯座）修羅）

2008年
- 七龍珠 唷！歸來的孫悟空與夥伴們!!（日语：ドラゴンボール オッス!帰ってきた孫悟空と仲間たち!!）（特南克斯）

2010年
- 七龍珠Z外傳 超级賽亞人滅絕計畫（特南克斯）

2016年
- TRICKSTER -來自江戶川亂步「少年偵探團」-（日语：TRICKSTER -江戸川乱歩「少年探偵団」より-）（切斯[43]）

2018年
- 宇宙戰艦大和號2202 愛的戰士們（瑪偍烏斯·迪斯拉[44]）

2020年
- 超级七龙珠群雄 暗黑魔界特别篇（特南克斯：XENO）

### 網路動畫
2011年
- 居住於埼玉縣的富山理，33歳，無業（尼特族）。 ～FUJILOG入門篇～（日语：フジログ#Web配信版）（藤山修）

2015年
- 聖鬥士星矢 黄金魂 -soul of gold-（山羊座（摩羯座）修羅[45]）

2018年
- 超級七龍珠群雄（特南克斯）

2019年
- 聖鬥士星矢：黃道十二宮戰士（狼星座的那智）

2020年
- 無限住人 -IMMORTAL-（綾目步蘭人）

2024年
- 範馬刃牙 VS 拳願阿修羅（皮可[46]）

### 遊戲
1989年
- BURAI（日语：BURAI (ゲーム)）（山·疾風）

1992年
- Xak I（日语：サーク）·II（日语：サークII）（拉托克·卡特）
- 羅德斯島戰記（帕恩（日语：パーン (ロードス島戦記)））

1993年
- SEGA音速小子（日语：セガソニック・ザ・ヘッジホッグ）（刺猬索尼克）[注 5]
- 七龍珠Z 超武鬥傳（特南克斯）
- 七龍珠Z 超武鬥傳2（特南克斯）

1994年
- Xak III（日语：サークIII）（拉托克·卡特）
- From TV animation 灌籃高手 四強激突!!（櫻木花道）
- 七龍珠Z 武勇烈傳（日语：ドラゴンボールZ 武勇烈伝）（特南克斯）
- 七龍珠Z 超武鬥傳3（特南克斯）
- 七龍珠Z外傳 真賽亞人滅絕計畫 -地球篇-（特南克斯）
- 七龍珠Z 偉大孫悟空傳說（日语：ドラゴンボールZ 偉大なる孫悟空伝説）（特南克斯）
- 七龍珠Z外傳 真賽亞人滅絕計畫 -宇宙篇-（特南克斯）
- BATTLE FANTASY（日语：BATTLE FANTASY）（旁白、柯迪、柯波特）
- Monster Maker 闇之龍騎士（日语：モンスターメーカー）（塔姆朗）
- 羅德斯島戰記 英雄戰爭（帕恩）
- 羅德斯島戰記2（帕恩）

1995年
- SUPER SLAMS -FROM TV ANIMATION SLAM DUNK-（櫻木花道）[注 5]
- From TV animation 灌籃高手I Love Basketball（櫻木花道）[注 6]
- Der夢幻模擬戰（艾爾文）
- 幻想傳奇（克雷斯·亞爾貝因、柴斯達·巴克萊特）[注 7]
- TV Animation 灌籃高手2 IH預賽完全版!!（日语：テレビアニメ スラムダンク2 IH予選完全版!!）（櫻木花道）[注 7]
- 七龍珠Z 最強22人（日语：ドラゴンボールZ Ultimate Battle 22）（特南克斯）
- 七龍珠Z 真武鬥傳（日语：ドラゴンボールZ 真武闘伝）（特南克斯、悟天克斯）

1996年
- 三国志孔明传（趙雲、魏延、張苞）
- （雅人）
- 七龍珠Z HYPER DIMENSION（日语：ドラゴンボールZ HYPER DIMENSION）（悟天克斯）
- 七龍珠Z 偉大龍珠傳說（日语：ドラゴンボールZ 偉大なるドラゴンボール伝説）（特南克斯、悟天克斯）

1997年
- 七龍珠 FINAL BOUT（日语：ドラゴンボール FINAL BOUT）（特南克斯）
- 夢幻模擬戰 I&II（艾爾文）

1998年
- （布拉德）
- 聖騎士之戰（凱·奇斯克（日语：カイ・キスク））
- 金田一少年之事件簿 ～星見島 悲哀的復仇鬼～（金田一一）
- 黑須偵探物語（日语：クロス探偵物語）（黑須劍）
- 少女革命 遲早被革命的物語（西園寺莢一）
- 精靈幻境2 蒼瞳精靈使（火焰守護者納許）
- 卒業M 學生會長的華麗陰謀（日语：卒業M）（草薙瑞穗）
- 幻想傳奇（克雷斯·亞爾貝因）[注 8]
- 夢幻模擬戰 劇情版（艾爾文）

1999年
- SD鋼彈 G世代-ZERO（比利·布雷茲）
- 超級機器人大戰完全版（ヴィガジ、杜雷·羅納、士兵）

2000年
- WIN BACK（史提文·瑞格）
- SD鋼彈 G世代-F（杜雷·羅納、達力·艾爾ㄒ甘滋、本鄉晶）
- 聖騎士之戰X（日语：GUILTY GEAR X）（凱=奇斯克）
- 日昇英雄譚R（日语：サンライズ英雄譚）（烈火之遼）
- 超級機器人大戰α（杜雷·羅納、強化兵）
- 超級機器人大戰EX（士兵）
- Velvet File
- 洛克人DASH2 龐大的遺產（日语：ロックマンDASH2）（卡卡、波拉、希塔帕）

2001年
- ONi 日語完全版（姆洛）
- 決戰II（趙雲、張興）
- 召喚夜響曲2（白三葉草）
- 日昇英雄譚2（烈火之遼）
- 超級機器人大戰α for Dreamcast（杜雷·羅納）

2002年
- 鬥牌傳說（赤木〈赤木茂〉）
- Card of Destiny ～光與闇的統合者～（サージェス·アルグレーン）
- 機動新撰組 萌之劍（田中右近）
- 聖騎士之戰XX（日语：GUILTY GEAR XX）（凱=奇斯克、機器人凱[注 9]）
- 世界傳奇 魔幻迷宮2（日语：テイルズ オブ ザ ワールド なりきりダンジョン2）[注 10]
- 經典傳奇Vol.1（日语：テイルズ オブ ファンダム Vol.1）（克雷斯·亞爾貝因）

2003年
- 聖騎士之戰伊斯卡（日语：GUILTY GEAR ISUKA）（凱=奇斯克）
- 第2次超級機器人大戰α（杜雷·羅納）
- D·N·ANGEL TV Animation Series ～紅之翼～（KRAD）
- 七龍珠Z（日语：ドラゴンボールZ (ゲーム)）（特南克斯）

2004年
- 守護英雄GBA（迪朗）
- Keroro軍曹燃燒淘汰賽（日语：ケロロ軍曹 メロメロバトルロイヤル）（Dororo兵長）
- 戰國無雙（真田幸村）
- 戰國無雙 猛將傳（真田幸村）
- 七龍珠Z2（日语：ドラゴンボールZ2 (PlayStation 2)）（特南克斯、悟天克斯）
- 七龍珠Z 舞空鬥劇（日语：ドラゴンボールZ 舞空闘劇）（特南克斯、悟天克斯）
- 多羅羅（多寶丸）

2005年
- 激·戰國無雙（日语：激・戦国無双）（真田幸村）
- Keroro軍曹燃燒淘汰賽Z（日语：ケロロ軍曹 メロメロバトルロイヤルZ）（Dororo兵長）
- 聖鬥士星矢 聖域十二宮篇（日语：聖闘士星矢 聖域十二宮編）（山羊座（摩羯座）修羅）
- 超七龍珠Z（日语：超ドラゴンボールZ）（特南克斯）
- 世界傳奇 魔幻迷宮3（日语：テイルズ オブ ザ ワールド なりきりダンジョン3）[注 10]
- 七龍珠Z3（日语：ドラゴンボールZ3）（特南克斯、悟天克斯）
- 七龍珠Z Sparking！（日语：ドラゴンボールZ Sparking!）（特南克斯、悟天克斯）
- 七龍珠Z 舞空烈戰（日语：ドラゴンボールZ 舞空烈戦）（特南克斯、悟天克斯）
- 機甲先鋒2：孤狼

2006年
- SD鋼彈 G世代 PORTABLE（比利·布雷茲）
- 聖騎士之戰：末日審判（日语：GUILTY GEAR JUDGMENT）（凱=奇斯克）
- 自律機動戰車飯綱（日语：自律機動戦車イヅナ）（朝倉總一郎）
- 斯巴達戰士 ～古希臘英雄傳～（日语：スパルタン 〜古代ギリシャ英雄伝〜）（塞揚努斯）
- 戰國無雙2（真田幸村、路人）
- 戰國無雙2 Empires（真田幸村）
- Keroro軍曹演習啦！全員集合（Dororo兵長）
- 幻想傳奇 -全語音版-（克雷斯·亞爾貝因）
- 七龍珠Z 真武道會（日语：ドラゴンボールZ 真武道会）（特南克斯、悟天克斯）
- 七龍珠Z Sparking！NEO（日语：ドラゴンボールZ Sparking! NEO）（特南克斯、悟天克斯）
- 戰鬥競技場D.O.N（日语：バトルスタジアムD.O.N）（特南克斯）
- 男校公主 -Princess Days-（日语：ひめひび -Princess Days-）（直村琉耶）

2007年
- 聖騎士之戰2：前奏曲（日语：GUILTY GEAR 2 OVERTURE）（凱=奇斯克）
- Keroro軍曹演習啦！全員集合2（Dororo兵長）
- 光明之風（吉德、里昂·菲利亞斯）
- Shining Force EXA（日语：シャイニング・フォース イクサ） （賽那斯）
- 超級機器人大戰OG ORIGINAL GENERATIONS（ヴィガジ）
- 超級機器人大戰OG外傳（ヴィガジ）
- 地上最強新娘 戀愛的夫婿爭奪戰!!（虎金井天下）
- 聖鬥士星矢 冥王黑帝斯十二宮篇（日语：聖闘士星矢 冥王ハーデス十二宮編）（山羊座（摩羯座）修羅）
- 戰國無雙2 猛將傳（真田幸村）
- 戰國無雙KATANA（日语：戦国無双KATANA）（真田幸村）
- 經典傳奇Vol.2（日语：テイルズ オブ ファンダム Vol.2）（克雷斯·亞爾貝因）
- 七龍珠Z 真武道會2（日语：ドラゴンボールZ 真武道会2）（特南克斯）
- 七龍珠Z Sparking！METEOR（日语：ドラゴンボールZ Sparking! METEOR）（特南克斯、悟天克斯）
- 七龍珠Z 遙遠的悟空傳說（特南克斯）
- 長劍風暴：百年戰爭（哈魯）
- 無雙OROCHI（真田幸村）

2008年
- Code Geass 叛逆的魯魯修：失去的色彩（毛）
- 空夢（御劍曉）
- 超劇場版Keroro軍曹3 動作！天空大冒險是也！（日语：超劇場版ケロロ軍曹3 天空大冒険であります!）（Dororo兵長）
- 七龍珠Z 無限世界（日语：ドラゴンボールZ インフィニットワールド）（特南克斯、悟天克斯）
- 七龍珠Z 爆發極限（日语：ドラゴンボールZ バーストリミット）（特南克斯）
- 男校公主 -Princess Days- 攜帶版（直村琉耶）
- 無雙OROCHI 蛇魔再臨（真田幸村）

2009年
- 超級機器人大戰NEO（日语：スーパーロボット大戦NEO）（馬場檸檬／檸檬汽水）
- 戰國無雙3（真田幸村、路人）
- 空夢 portable（御劍曉）
- 超劇場版Keroro軍曹 擊侵龍鬥士軍團是也！（日语：超劇場版ケロロ軍曹 撃侵ドラゴンウォリアーズであります! (ゲーム)）（Dororo兵長）
- 戰國無雙 Chronicle（真田幸村）
- 世界傳奇 閃耀神話2（日语：テイルズ オブ ザ ワールド レディアント マイソロジー2）（克雷斯·亞爾貝因）
- 決鬥傳奇（日语：テイルズ オブ バーサス）（克雷斯·亞爾貝因）
- 七龍珠 迅猛炸裂（日语：ドラゴンボール レイジングブラスト）（特南克斯、悟天克斯）
- VitaminZ（日语：VitaminZ）（上條元親）
- 男校公主 -New Princess Days!! - 續！二學期（直村琉耶）
- 無雙OROCHI Z（真田幸村）

2010年
- 伊蘇vs. 空之軌跡另類傳奇（日语：イースvs.空の軌跡 オルタナティブ・サーガ）（亞特爾·克里斯汀）
- Keroro RPG 騎士與武者與傳說海盜（日语：ケロロRPG 騎士と武者と伝説の海賊）（Dororo兵長）
- TAKUYO 小遊戲集　～初次周年紀念～（御劍曉）
- 幻想傳奇 變裝迷宮X（克雷斯·亞爾貝因）
- 數碼寶貝合體戰爭 超數碼大戰（日语：デジモンクロスウォーズ　超デジカ大戦）（蒼沼桐葉、巴古拉獸）
- 純愛手札 Girl's Side 3rd Story（藍澤秋吾）
- 七龍珠 搭檔對決（日语：ドラゴンボール タッグバーサス）（特南克斯、悟天克斯）
- 七龍珠英雄（特南克斯、悟天克斯、悟飯克斯、貝吉克斯）
- VitaminZ Revolution（上條元親）
- 男校公主 -New Princess Days!! - 續！二學期 攜帶版（直村琉耶）
- 戰鬥陀螺 鋼鐵奇兵 爆神須佐之男來襲！（毒島）
- 戰鬥陀螺 鋼鐵戰魂 攜帶版：超絕轉生（毒島）
- 戰鬥陀螺 鋼鐵奇兵 頂上決戰！大爆炸（毒島）

2011年
- （史萊）
- 史萊庫柏精選（日语：怪盗スライ・クーパー#スライ・クーパー コレクション）（史萊·庫柏）
- 聖鬥士星矢戰記（日语：聖闘士星矢戦記）（山羊座（摩羯座）修羅）
- 戰國無雙3 猛將傳（真田幸村）
- 戰國無雙3 Z（真田幸村）
- 戰國無雙3 Empires（真田幸村）
- 戰國無雙 Chronicle（真田幸村）
- 世界傳奇 光明神話3（日语：テイルズ オブ ザ ワールド レディアント マイソロジー3）（克雷斯·亞爾貝因、英雄的聲音）
- FabStyle（日语：FabStyle）（喬治·羅傑士）
- 無雙OROCHI 2（真田幸村）

2012年
- 午夜12時鐘響與灰姑娘 ～Halloween Wedding～（日语：12時の鐘とシンデレラ〜Halloween Wedding〜）
- 真·三國無雙 VS（真田幸村[47]）
- 戰國無雙 Chronicle 2nd（真田幸村[48]）
- 英雄傳奇 閃耀雙星（克雷斯·亞爾貝因）
- Dragon Age II（アリスター）
- 英雄幻想曲（日语：ヒーローズファンタジア）（Dororo兵長）
- 認真和我談戀愛!! R（島津岳人[49]）
- 無雙OROCHI2 Special（真田幸村）
- 無雙OROCHI2 Hyper（真田幸村）
- ONE PIECE ROMANCE DAWN 冒險的黎明（日语：ワンピース ROMANCE DAWN 冒険の夜明け）（哈古瓦爾·D·薩烏羅）

2013年
- 超級機器人大戰Operation Extend（檸檬汽水／馬場檸檬、Dororo兵長）
- 聖鬥士星矢 英勇鬥士（日语：聖闘士星矢 ブレイブ・ソルジャーズ）（山羊座（摩羯座）修羅）
- Double Score ～Cattleya×Narcissus～（佐野郁哉[50]）
- Double Score ～Cosmos×Camellia～（佐野郁哉）
- 七龍珠群雄 究極任務（特南克斯、悟天克斯、悟飯克斯、貝吉克斯）
- VitaminZ Graduation（上條元親[51]）
- PlayStation全明星大亂鬥（史萊）
- 無雙OROCHI2 Ultimate（真田幸村）
- 0時之鐘與灰姑娘 ～Halloween Wedding～（[52]）

2014年
- 聖騎士之戰Xrd -SIGN-（日语：GUILTY GEAR Xrd -SIGN-）（凱=奇斯克[53]）
- 三國志英歌[54]
- 戰國無雙 Chronicle 3（日语：戦国無双 Chronicle 3）（真田幸村[55]）
- 戰國無雙4（真田幸村[56]）
- 爽海掠奪者（[57]）
- Double Score ～Marguerite×Tulip～（佐野郁哉[58]）
- 群星傳奇（日语：テイルズ オブ アスタリア）（克雷斯·亞爾貝因[59]）
- 世界傳奇 夢想尤尼提亞（日语：テイルズ オブ ザ ワールド タクティクス ユニオン）（克雷斯·亞爾貝因[60]）
- 七龍珠群雄 究極任務2（特南克斯、悟天克斯、悟飯克斯、貝吉克斯）

2015年
- 聖騎士之戰Xrd -REVELATOR-（凱=奇斯克[61]）
- 白貓Project（ダイオウグソクムシマン）
- 超級機器人大戰BX（ジスペル）
- 聖鬥士星矢 鬥士之魂（山羊座（摩羯座）修羅）
- 戰國無雙4-II（真田幸村）
- 戰國無雙4 Empires（真田幸村）
- 七龍珠 異戰（日语：ドラゴンボール ゼノバース）（特南克斯、悟天克斯）
- 夢幻之星Online2（男性共通指南聲音[62]）

2016年
- 戰國無雙 ～真田丸～（真田幸村〈壯年時期〉[63]）

2017年
- 無雙☆群星大會串（真田幸村[64]）
- 鏡光傳奇（日语：テイルズ オブ ザ レイズ）（克雷斯·亞爾貝因）
- 七龍珠群雄 究極任務X（特南克斯、悟天克斯、悟飯克斯、貝吉克斯）

2018年
- 七龍珠FighterZ（日语：ドラゴンボール ファイターズ）（特南克斯、悟天克斯）
- VALKYRIE ANATOMIA -THE ORIGIN-（日语：ヴァルキリーアナトミア -ジ・オリジン-）（克雷斯·亞爾貝因）
- 無雙OROCHI 3（真田幸村[65]）

2019年
- JUMP FORCE（特南克斯）
- 超級機器人大戰T（時任才藏[66]）
- 超級七龍珠群雄（特南克斯、悟天克斯、悟飯克斯、貝吉克斯）
- 星海遊俠：回憶（日语：スターオーシャン:アナムネシス）（克雷斯·亞爾貝因）
- 任天堂明星大亂鬥 特別版（勇者〈DQIV／索羅〉[67]）[注 11]

2020年
- Tales of Crestoria（日语：テイルズ オブ クレストリア）（克雷斯·亞爾貝因[68]）
- 超級機器人大戰X-Ω（日语：スーパーロボット大戦X-Ω）（檸檬／馬場檸檬）
- 聖鬥士星矢 升起的宇宙（山羊座（摩羯座）修羅[69]）

### 外語配音

#### 演員
李奧納多·狄卡皮歐
- 邊緣日記（吉姆·卡羅爾（英语：Jim Carroll））
- 名人錄（布蘭登·達羅）
- 鐵面人（路易14世、菲利浦）
- 羅密歐與茱麗葉之後現代激情篇（羅密歐）※影碟版。
- 這個男孩的生活（托拜厄斯·“托比”·沃爾夫）※VHS、DVD版。
- 鐵達尼號（傑克·道森）※機內上映版。
- 戀戀情深（阿尼·格雷普）

#### 電影
- 2001個瘋子（英语：2001 Maniacs）（哈波·亞歷山大〈朱塞佩·安德魯斯（英语：Giuseppe Andrews）〉）
- 控訴（肯尼斯·喬伊斯〈伯尼·庫爾森（英语：Bernie Coulson）〉）※朝日電視台版。
- 美國殺人魔（派翠克·貝特曼〈克里斯汀·貝爾〉）※影碟版。
- 冷板凳少棒隊（英语：The Benchwarmers）（克拉克〈喬恩·海德〉）
- 億萬男孩俱樂部（喬·杭特〈安塞爾·埃爾格特〉）
- Bingo（英语：Bingo (1991 film)）（奇基·德夫林〈大衛·弗倫奇〉）
- 威猩闖天涯（英语：Born to Be Wild (1995 film)）（瑞克·海勒〈威爾·霍爾納夫（英语：Wil Horneff）〉）※富士電視台版。
- 故園風雨後（賽巴斯欽勳爵〈班·維蕭〉）
- 吸血鬼獵人巴菲（英语：Buffy the Vampire Slayer (film)）（派克〈盧克·佩瑞〉）
- Coupe de Ville（英语：Coupe de Ville (film)）（羅伯特·“魯比”·利伯納〈帕特里克·丹普西〉）
- 勾魂戰地（英语：Deathwatch (2002 film)）（安東尼·布拉德福德〈休傑·歐康那（英语：Hugh O'Conor）〉）
- 唐的梅子餐廳（英语：Don's Plum）（傑瑞米〈凱文·康諾利〉）
- 日少女情（英语：Don't Tell Mom the Babysitter's Dead）（肯尼斯·“肯尼”·克蘭德爾 〈基斯·庫甘（英语：Keith Coogan）〉）
- 天之驕子（塞奇威克·貝爾〈艾米爾·賀許 主演〉）
- 老師不是人
- 絕命終結站（亞歴克斯·布朗寧（英语：Alex Browning）〈戴文·沙瓦〉）※朝日電視台版。
- 沙仙活地魔（西里爾〈喬納森·拜利〉）
- 今生有約（英语：Forever Young (1992 film)）（史蒂文〈麥可·A·古夏恩（英语：Michael A. Goorjian）〉）
- 關鍵時刻（傑克〈韋斯·本特利〉）※影碟版。
- 大峽谷（英语：Grand Canyon (1991 film)）（洛貝魯特〈傑瑞米·西斯托〉）
- 哈特戰爭（英语：Hart's War）（柏特·D·“摩斯”·柯德曼）
- 我的寶貝會亂說話（德语：Harte Jungs）（Schumi〈尼基·康托（德语：Nicky Kantor）〉）
- 小鬼當家2（巴茲·麥巴斯〈德溫·拉特雷（英语：Devin Ratray）〉）※影碟版。
- 火爆教頭草地兵（Ollie McLellan）※朝日電視台版。
- 到底是誰搞的鬼（威爾·班森〈馬修·塞特爾〉）※朝日電視台版。
- 聖戰奇兵（13歲時的印第安納·瓊斯〈瑞凡·費尼克斯〉）※富士電視台版。
- 神采公路（英语：Interstate 60: Episodes of the Road）（尼爾·奧利佛〈詹姆斯·馬斯登〉）
- 小子難纏（丹尼爾·拉魯索〈雷夫·馬奇歐〉）※影碟版。
- 小子難纏3（英语：The Karate Kid Part III）（丹尼爾·拉魯索〈雷夫·馬奇歐〉）※DVD、BD版。
- 功夫（阿星的伙伴／排骨〈林子聰〉）
- 蘭巴達（英语：Lambada (1990 American film)）（蛋頭〈埃里克·塔利茨（英语：Eric Taslitz）〉）
- 末代皇帝（少年時期的溥儀）※朝日電視台版。
- 霍元甲（英语：Legend of a Fighter）（少年時期的霍元甲）
- 我的天才寶貝（英语：Little Man Tate）（艾迪〈小亨利·康尼克〉）
- 面具（英语：Mask (1985 film)）（羅伊·L·“洛基”·丹尼斯（英语：Roy L. Dennis）〈埃里克·斯托爾兹〉）※日本電視台版。
- 拜見岳父大人（丹尼·貝爾納斯〈喬·阿布拉漢姆斯〉）
- 金剛戰士 The Movie（英语：Mighty Morphin Power Rangers: The Movie）（比利·克萊斯頓／藍衣戰士〈大衛·優斯特（英语：David Jost）〉）
- 我的血腥情人節 3D（英语：My Bloody Valentine 3D）（阿克塞爾·帕爾默〈科爾·史密斯〉）
- 同名之人（英语：The Namesake (film)）（果戈理〈凱爾朋·默迪〉）
- 拿破崙炸藥（拿破崙炸藥〈喬恩·海德〉）
- 魔宮傳奇（梅爾克的阿德索〈克利斯汀·史萊特〉）※朝日電視台版。
- 大魔域3：飛進未來（英语：The NeverEnding Story III）（巴斯蒂安〈傑森·詹姆斯·瑞特（英语：Jason James Richter）〉）※影碟版。
- 殭屍新娘（英语：Night Life (film)）（阿切·梅爾維爾〈史考特·格瑞恩斯〉）
- 一人有一點顏色（大衛〈杜比·麥奎爾〉）
- The Program（英语：The Program (1993 film)）（喬·凱因〈克萊格·謝菲爾〉）
- 真情電波（詹姆士·羅伯特·“真情電波”·甘迺迪〈小古巴·古丁〉）
- 激情薔薇（英语：Rambling Rose (film)）（巴迪〈小亨利·康尼克〉）
- 天才反擊（英语：Real Genius）（米奇·泰勒〈加布里埃爾·賈萊特（英语：Gabriel Jarret）〉）※VHS版。
- 衝鋒陷陣（帕蒂·瓊斯〈唐納·法森（英语：Donald Faison）〉）
- 三劍客續集（英语：The Return of the Musketeers）（Raoul〈C·湯瑪斯·哈威爾〉）
- 心靈投手（魯迪〈瑞克·岡薩雷斯〉）
- 不設限通緝（英语：Running on Empty (1988 film)）（丹尼·蒲柏〈瑞凡·費尼克斯〉）
- 搶救雷恩大兵（詹姆斯·弗朗西斯·瑞恩二等兵〈麥特·戴蒙〉）※朝日電視台版。
- 魅影魔星（英语：The Shadow (1994 film)） ※朝日電視台版。
- 射魚（傑茲〈斯圖爾特·湯桑德〉）
- Slash (2002年電影)（羅德〈大衛·杜卡斯〉）
- 當我們黏在一起（英语：Stuck on You (film)）（羅伯特·“包伯”·泰納〈麥特·戴蒙〉）
- 對不起！駭到你（英语：Teaching Mrs. Tingle）（Luke Churner〈巴里·華生〉）
- 忍者龜（多那太羅）※富士電視台版。
- 在美國撒謊（英语：Telling Lies in America）（Karchy 'Chucky'／'Slick' Jonas〈布萊德·藍佛〉）
- 飆風特警（英语：Texas Rangers (film)）（喬治·達拉謨〈艾希頓·庫奇〉）
- Thunder III（機師）
- U-571（比爾·溫茲〈傑克·諾斯沃迪〉）※朝日電視台舊錄製版。
- 犯罪總動員（英语：Where the Day Takes You）（Little J〈巴薩扎·蓋提〉）※VHS版。

#### 電視影集
- 綻放（英语：Blossom (TV series)）（史提夫）
- 淘氣小子看世界 (第3季以降)（英语：Boy Meets World）（尚恩·赫特〈萊德·斯特朗〉）
  - 女孩看世界（尚恩·赫特〈萊德·斯特朗〉）
- 吸血鬼獵人巴菲（派克）
- 超市特工（查克·巴托夫斯基（英语：Chuck Bartowski）〈柴克·萊威〉）
- 犯罪心理 (第7季)（詹姆士·希思里奇〈凱爾·加納〉）
- CSI犯罪現場：邁阿密 (第10季／The Final)（埃斯特萬·納瓦羅〈庫諾·貝克（英语：Kuno Becker）〉）
- CSI犯罪現場：紐約（第3季：其他角色、第6季：其他角色、第7季：沙恩·凱西〈愛德華·弗朗〉）
- 異世奇人（第1季：亞當）
- 名揚四海（英语：Fame (1982 TV series)）（丹尼）
- 神探與修女（英语：Father Dowling Mysteries）（馬克）
- 歡樂滿屋（畢特）
- 愛卡莉
- 吉姆·亨森時間（英语：The Jim Henson Hour）（麥特〈西倫·奧布里恩〉）
- 百戰天龍（大衛）
- 天蠍（德魯·貝克〈布倫丹·海因斯〉）
- 慾望城市（伯格）
- 星艦奇航記系列
  - 銀河飛龍（約諾、托拉爾）
  - 星艦奇航記：重返地球（Q2（Q Jr.））
- 恐怖邊緣（英语：Tales from the Darkside）（席摩爾）

#### 動畫
- 丁丁歷險記系列（丁丁）
  - 丁丁歷險記 (1991年電視動畫)（英语：The Adventures of Tintin (TV series)）[注 12]
  - 丁丁歷險記：七種水晶球與太陽神殿（日语：タンタンの長編アニメーション映画）[注 13]
  - 丁丁歷險記：被詛咒的湖泊之謎[注 13]
- Bamboo Bears（Bamboo Lee）
- 貝蒂娃娃 ～好萊塢疑雲～（賓博）
- 麻辣女孩（特別出演）※迪士尼頻道版。
- 神龍特攻隊
- ¡Mucha Lucha！（英语：¡Mucha Lucha!）（里科切特〈卡洛斯·阿拉茲拉奎〉）
- 黑暗水域奪寶記（英语：Pirates of Dark Water）（雷恩）
- 忍者龜 (1987年東京電視台版)（多那太羅）※富士電視台配音版。
- 變形金剛：超神 Master Force（克羅德／雙重克羅德）

### 特攝影集
1997年
- 鐵甲小寶（卡布達的聲音、飾演國立純一郎老師、片頭曲與片尾曲主唱）
- 鐵甲小寶 聖誕夜大決戰!!（卡布達的聲音）

1998年
- 鐵腕偵探露寶達&鐵甲小寶 不可思議王國大冒險（卡布達的聲音）

1999年
- 伏魔三劍俠（天馬武／）

2004年
- Evolver進化者（主題歌、灰原製作〈作為演員〉）
- 特搜戰隊刑事連者（波格登星人彼斯凱士的聲音）

2005年
- 魔法戰隊魔法連者（魔法貓史魔奇的聲音）
- 魔法戰隊魔法連者 THE MOVIE 地獄魔人的新娘（魔法貓史魔奇的聲音）

2006年
- 魔法戰隊魔法連者VS刑事連者（魔法貓史魔奇的聲音）

2007年
- 轟轟戰隊冒險者VS超級戰隊（魔法貓史魔奇的聲音）
- 獸拳戰隊激氣連者（激獸羚羊拳羚羊師傅的聲音）
- 獸拳戰隊激氣連者特別DVD GYUN GYUN！拳聖大運動會（激獸羚羊拳羚羊師傅的聲音）

2009年
- 超人力霸王梅比斯外傳 亡靈復活（日语：ウルトラマンメビウス外伝 ゴーストリバース）（超人力霸王衛司的聲音）

2012年
- 特命戰隊Go Busters（米達磁石的聲音）

2013年
- 獸電戰隊強龍者（的聲音）
- 非公認戰隊秋葉原連者 Season痛（公認各種的男性戰士的聲音、龍皇連者〈綠衣戰士〉、破裏劍黃、鍬雷者〈邪暗藍〉的聲音、飾演女神風之男〈龜有羊駝人類姿態〉）

2019年
- 騎士龍戰隊龍裝者（冰蛋的聲音[70]／雪暴翼龍的聲音／搭檔暴翼龍的聲音）

2020年
- 劇場版 騎士龍戰隊龍裝者VS快盜戰隊魯邦連者VS警察戰隊巡邏連者（日语：劇場版 騎士竜戦隊リュウソウジャーVSルパンレンジャーVSパトレンジャー）（冰蛋的聲音）

### 廣播劇CD、卡式錄音帶
- 踢向明天（日语：あしたへフリーキック）（伍代隼）
  - GET MY GOAL
  - 踢向明天 原聲音樂
  - 踢向明天 原聲音樂II
- 蘋果核戰（義經）
  - 蘋果核戰 近未來的音樂學習專科
- （解說[71]）
- ARIAARIA Drama CD Vol.1（日语：ARIA Drama CD#Vol.1）（出雲曉）
  - ARIA Drama CD Vol.1
  - ARIA Drama CD Vol.2
- 至尊勇者（留迪）
  - 至尊勇者 BGM VOL.1
- Yes！光之美少女5系列（可可〈小小田浩史〉）
  - Yes！光之美少女5 廣播劇&歌唱專輯1 可可&果果「二位王子」
  - Yes！光之美少女5 廣播劇&歌唱專輯2 可可&果果「老師與店長」
  - Yes！光之美少女5GoGo！網路廣播「CLUB 可可&果果（日语：CLUB ココ&ナッツ）」Vol.1～5
  - Yes！光之美少女5/Yes!！光之美少女5GoGo！ 可可&果果 歌唱精選 我們的存在
- 泉幻戰記（日语：若木未生） 鳴動篇（渡邊拓巳）
- 犬夜叉 （蠻骨）
  - 七人幫
  - 「犬夜叉」角色歌曲集單曲 「落日」
  - 「犬夜叉」角色歌曲集單曲 
  - 「犬夜叉」角色歌曲集單曲 
- 伊蘇系列（亞特爾·克里斯汀）
  - Falcom Special BOX'96 伊蘇V ～失落的砂之都凱芬
  - 伊蘇II序幕 廣播劇CD ～～（Ys SEVEN初回限定版付錄）
  - 伊蘇I ～失落的古代王國～
  - 伊蘇II ～天空的失樂園～
  - 伊蘇廣播劇CD 異説 ～另一種菲爾佳娜冒險記～（亞特爾·克里斯汀、康恩）[注 14]
  - 伊蘇&空之軌跡vs.凡·喬（亞特爾·克里斯汀、丹·拉賽爾[注 15]）[注 16]
- INFERIUS惑星戰史外傳 CONDITION GREEN（日语：インフェリウス惑星戦史外伝 CONDITION GREEN）（矢崎翔）
  - Vol.1 教會鐘聲響起時
  - Vol.2 越過疑惑的風暴
  - Vol.3 勝利與離別的鎮魂曲
- Evolver進化者（灰原製作）
  - -EVOLVER- MUSIC FROM MOTION PICTURE
- 鬼切丸（鬼切丸）
  - 鬼切丸 原聲音樂
  - Condition Green 歌曲精選輯
- 宇宙英雄物語（日语：宇宙英雄物語）（護堂十字）
  - 宇宙英雄物語 ACT.1～3
  - 宇宙英雄物語 BGM Collection
  - 宇宙英雄物語 Vocal Collection
  - 宇宙惡黨物語
- 宇宙皇子（日语：宇宙皇子）（川島皇子）
  - 宇宙皇子 1.
  - 宇宙皇子 2.
  - 宇宙皇子 3.
- ETERNAL GUARDIAN 聖戦士傳說 第一部第一章 （吉爾伯特）
- NG騎士檸檬汽水&40系列（馬場檸檬）
  - NG騎士檸檬汽水&40 
  - NG騎士檸檬汽水&40 [2] 
  - NG騎士檸檬汽水&40 [3] 
  - 熱血!! 勇者檸檬汽水
  - 目標是第一!!
  - NG騎士檸檬汽水&40「我現在猛烈熱血燃燒著！」
  - NG騎士檸檬汽水&40 WE ARE 一番!!
  - NG騎士檸檬汽水&40EX2 飄搖動盪銀河帝國大混戰！ 第一章 
  - NG騎士檸檬汽水&40EX2 飄搖動盪銀河帝國大混戰！ 第二章 
  - NG騎士檸檬汽水&40EX2 飄搖動盪銀河帝國大混戰！ 第三章 
  - NG騎士檸檬汽水&40 我現在猛烈的熱血歌合戰!!
  - NG騎士檸檬汽水&40DX期待興奮時空炎之海賊1 
  - NG騎士檸檬汽水&40DX期待興奮時空炎之海賊2 
  - NG騎士檸檬汽水&40DX期待興奮時空炎之海賊3 
  - NG騎士檸檬汽水&40DX 炎之海賊版 大增刊號
  - 明星狂熱系列（日语：スタまにシリーズ）：NG騎士檸檬汽水&40
- ANGEL BEAT（日语：ANGEL BEAT） Soundscape（朝霧）
- 姊姊的3P（日语：お姉ちゃんの3乗）（有坂未空）
  - 廣播劇CD 姊姊的3P 先行宣傳廣播劇收錄
  - 廣播劇CD 姊姊的3P
- 快傑蒸汽偵探團 Drama Album ～Blue～（魯·布雷德）
- 男女蹺蹺板 ACT.0（宮澤洋之）
- 加杜林（日语：ガデュリン）外傳GDLEEN 「生命之泉」（由羅斗）
- 學園特警杜克萊恩（日语：学園特警デュカリオン）（秋海洞威）
- XAZSA ～Your Own Personal Number（日语：XAZSA）（早水真砂）
- 餓狼傳說系列（泰瑞·柏格德）
  - 電擊CD文庫 餓狼傳說 ～宿命之戰～ No.1 復仇的狼
  - 電擊CD文庫 餓狼傳說 ～宿命之戰～ No.2 孤高的狼
  - 電擊CD文庫 餓狼傳說2 ～新的戰鬥～
  - 電擊CD文庫「餓狼傳說SPECIAL」
- 機動新撰組 萌之劍（田中右近）
  - 萌之劍 歌唱大全集
- 只要有妳在的話（町田謙二郎）
- 聖騎士之戰系列（凱=奇斯克）
  - 聖騎士之戰X 廣播劇CD Vol.1 - 2
  - 聖騎士之戰XX 廣播劇CD RED（機器人凱〈少年時期〉）
  - 聖騎士之戰XX 廣播劇CD BLACK（機器人凱〈少年時期&現在〉）
  - 聖騎士之戰XX 廣播劇CD 「Knights of Knives Vol.1」
- 再造人卡辛（卡辛〈東鐵也〉）
  - 卡辛傳奇2
  - CASSHERN ～再造人卡辛全曲集～
- 橙路 卡式錄音帶的傳言（少年）
- （小鐵）
- 強殖裝甲加爾巴（深町晶）
  - 強殖裝甲加爾巴
  - 強殖裝甲加爾巴 Special
- 「COMPLEX 192」media mix EX Version（福田博之）
- 草尾毅的T-Kids Party
  - 草尾毅的T-Kids Party R Vol.1
  - 草尾毅的T-Kids Party R ～Final Party～
- 卜多力的一生（日语：グスコーブドリの伝記）（卜多力）
- 蓋特機器人號（一文字號）
  - 蓋特機器人 名曲集
- Keroro軍曹系列（Dororo兵長）
  - 月刊少年ACE'04年09號附錄CD
  - 地球（Pekopon）侵略CD 第1巻 Keroro篇
  - 地球（Pekopon）侵略CD 第2巻 Giroro篇
  - 地球（Pekopon）侵略CD 第3巻 Tamama篇
  - 地球（Pekopon）侵略CD 第4巻 Kururu篇
  - 地球（Pekopon）侵略CD 第5巻 Dororo篇
  - Keroro的畫圖之歌CD
  - Keroro軍曹 宇宙CD第1卷
  - Keroro軍曹 宇宙CD第2卷
  - Keroro軍曹 宇宙CD第4卷（也負責第4卷封面標題設計）
  - Keroro軍曹 宇宙CD第5卷
  - 歸來了Kero！與麻吉
  - Keroro的聖誕節專輯
  - Kero貓與探戈
  - 多麼美好的星期六
  - 久等了地球一丁！
  - KeKeKeroro的大作戰♪
  - 「Keroro軍曹」 presents 地球（Pekopon）侵略歌曲大集合是也！
  - 麻煩星進行曲
- 垃圾堆PEACE（Iris）
  - 廣播劇CD「垃圾堆PEACE」
  - 廣播劇CD「垃圾堆PEACE 瑪麗亞與100種分別法」
  - 廣播劇CD「垃圾堆PEACE 艾莉絲與凌晨2時的天空」
  - 廣播劇CD「垃圾堆PEACE」2
- Say you special
- 人造人009（009）
  - 連綴原畫與朗讀的人造人009的世界
- 最遊記系列（紅孩兒）
  - 最遊記 4 Bad Company
  - 最遊記 13 a fatal dose
  - 最遊記 14 pride
  - 最遊記 16 Lose 神明篇 前篇
  - 最遊記 Vol.1 Party
  - 最遊記RELOAD VOCAL ALBUM Vol.1
  - 最遊記RELOAD VOCAL ALBUM Vol.2
  - 幻想魔傳最遊記 歌唱專輯 vol.3
  - 最遊記 RELOAD GUNLOCK VOCAL ALBUM VOLUME ONE
  - 「最遊記RELOAD」「最遊記RELOAD GUNLOCK」主題歌曲 + BGM集
  - DJCD 最遊記 第二卷 笑吧SO−ICHIRO
- 格鬥天王'94系列（泰瑞·柏格德）
  - 電擊CD文庫「格鬥天王'94」
- 里見☆八犬傳（日语：里見☆八犬伝） VOL.1 八犬士的啟程！（犬川莊助）
- CD廣播劇精選集 三國志（日语：CDドラマコレクションズ 三國志）系列（趙雲子龍）
  - 一、諸葛亮孔明之卷 ～
  - 二、趙雲子龍之卷 
  - 三、曹操孟德之卷 
  - 四、諸葛亮孔明之卷II 
  - 五、關羽雲長之卷 
  - 六、周瑜公瑾之卷 
  - 七、呂布奉先之卷 
  - 八、劉備玄德之卷 
  - 第一部總集篇 ～夢的軌跡 從桃園之契約至三國鼎立～
  - 諸葛亮征嵐傳 一之卷～四之卷
  - 三國志滿漢全席捨參 ～THE 點心～
  - DX1 結集篇 五虎龍鳳之卷
  - DX2 三國志滿漢全席特輯
  - DX3 浪漫篇 西元前200年輪舞曲
  - DX4 三國志滿漢全席GREAT
  - DX5 三國志満漢全席BLACK
  - DX6 （超）三國志滿漢全席 放浪戰隊BROTHER FIVE
  - DX7 三國志滿漢全席FOREVER
  - Vol.1～4 CD月曆
- G-SAVIOUR（莫里斯河）
  - Sound Cinema 第3話“深海的普羅米修斯”
- 自律機動戰車飯綱（日语：自律機動戦車イヅナ）（朝倉總一郎）
  - 出演聲優的話 原聲廣播劇CD「預感」
- 光明之風 Vol.4（吉德）
- Shining Force EXA（日语：シャイニング・フォース イクサ） 廣播劇CD（賽那斯）
- 集英社Jump完全原創CD 灌籃高手（櫻木花道）
- 少女革命（西園寺莢一）
  - 「少女革命」 ～與我訂婚吧…
- 深海傳說MEREMANOID（日语：深海伝説MEREMANOID） ～哀傷之里 靈峰山的二人～（馬達姆）
- 新撰組異聞系列（沖田總司）
  - 新撰組異聞 蒼狼的神話1 天道
  - 新撰組異聞 蒼狼的神話2 淺蔥色的黎明
  - 新撰組異聞 蒼狼的神話 音月特輯 誠
- 真島火爆浪子（真島零）
  - 真島火爆浪子 Vol.1 - 2
- 超仙魔大戰（鳳凰／大聖鳳凰）
  - 超仙魔大戰
  - 超仙魔大戰 名曲集
- 超級機器人大戰OG -The Inspector- 廣播劇CD Vol.1（ヴィガジ）
- STAMP OUT（片山薰）
  - STAMP OUT系列「官方特典」STAMP OUT追蹤調查書
- 快打旋風系列（崑崙）
  - 快打旋風II 春麗飛翔傳說
  - 快打旋風II -魔人的肖像-
- 推理之絆 （淺月香介）
- 聖劍傳說（羅布）
- 聲優趣味CD系列 有趣的愛情起床號
- 前往聲優之路
- 戰國無雙 （真田幸村）
  - 群星CD 戰國無雙 百花饗演
  - 戰國無雙 戰國武將祭限定CD 角色歌曲集＋獨角戲集
  - 戰國無雙3 閃·烈歌奧義
  - 戰國無雙3 Z 天·轟歌奧義
  - 戰國無雙 群星CD
  - 戰國無雙 歌唱精選CD
  - 戰國無雙武將遊戲CD
  - 戰國無雙4 櫻花爛漫
  - 戰國無雙角色歌曲集 其之壹 真田幸村
  - 戰國無角色歌曲集 其之參 真田信之
  - 戰國無雙4 ～永遠的羈絆～
  - 真田兄弟的六文錢電台1～6
- 卒業M（日语：卒業M）系列（草薙瑞穗）
  - 交給M（我們）吧！ VOL.1、3
  - 卒業M Fantasy 遙遠的旅程
  - 卒業M 世界/誠龍Secret Association 廣播劇Vol.1
  - 卒業M & GIZOKU Summer 精靈傳說
- 速攻學生會（日语：速攻生徒会）（福島毅）
- 空夢（御劍曉）
  - PS2版初回特典CD『豪華Disc ver.空夢』
- Double Score（佐野郁哉）
  - Double Score ～Narcissus～：齋賀琉衣&聖夜
  - Double Score ～Lotus～：佐野郁哉
  - Double Score 廣播劇CD 華之31歲組 ～對了，來去溫泉吧～（佐野郁哉[72]）
- 超電動機械人 鐵人28號FX（夏樹三郎）
  - 鐵人28號FX 原聲音樂
  - 超電動機械人 鐵人28號FX ～鐵人戰記～
- 幻想傳奇系列（克雷斯·亞爾貝因）
  - 幻想傳奇 CHAPTER.1 - 3
  - 幻想傳奇 ANTHOLOGY.1 - 2
  - 時空幻境 幻想傳奇 變裝迷宮 -太陽之章-
  - 時空幻境 幻想傳奇 變裝迷宮 -月亮之章-
  - 角色對話CD 幻想傳奇 ～Panic World～
  - 幻想傳奇 （小小）幸福日記
  - 傳奇指輪 資料庫 EPIC TWO ～飛翔的英雄～
  - 幻想傳奇 THE ANIMATION Vol.1～6
- Twinkle Saber NOVA（日语：ティンクルセイバー#ドラマCD）（武居和麻）
  - SCRAMBLE★STAR
- 傳奇指輪D·P DJCD
- D·N·ANGEL（KRAD）
  - D·N·ANGEL 廣播劇CD1 Cute
  - D·N·ANGEL Vocal Collection
  - 電視動畫「D·N·ANGEL」豪華CD 入野自由&宮本駿一的「ANGEL VOICE」
- D-XHIRD（Boy）
  - D-XHIRD Arrange Sound Trax
  - D-XHIRD 廣播劇CD
- 天體會議（日语：長野まゆみ）（藍生）
- 天與地（上杉景虎）
  - 天與地 2～5
- 電影少女（弄內洋太）
  - 電影少女2nd ～Memories～
- 東京地底奇兵（震）
  - 廣播劇CD 東京地底奇兵 第2卷
- 東京SHADOW （高城豪）
  - 東京SHADOW(1)～(5)
- DOGS/BULLETS&CARNAGE（日语：DOGS/BULLETS&CARNAGE）（曲刀）
  - DOGS/BULLETS&CARNAGE Vol.1～2
- 七龍珠Z（特南克斯）
  - 七龍珠改 原聲音樂3&歌曲集
  - 七龍珠改 COMPLETE SONG COLLECTION
  - 七龍珠Z：擊敗超戰士!! 勝利是屬於我的（日语：ドラゴンボールZ 超戦士撃破!!勝つのはオレだ） 廣播劇篇
- 怪盜千面人系列（小林龍佑）
  - 怪盜千面人 ～SHINING STAR～
  - 怪盜千面人 ～～
- PATHWAY FOR SANTA CLAUS ～～
- BASTARD!! -暗黑破壞神-（拉茲王子）
  - 外傳 卷之三 魔導王封印篇
- 巴比倫2世系列（巴比倫2世）
  - 巴比倫2世 形象專輯
  - 巴比倫2世 原聲音樂 I、II
- 鐵甲小寶（卡布達）
  - 清純正直的卡布達
  - 逆轉的搖滾舞曲!!
  - 鐵甲小寶 音樂精選輯
  - 鐵甲小寶 歌曲精選輯
- 聖魔大戰 新的啟程（麻吉牛若）
- VS騎士檸檬汽水&40炎系列（馬場彈珠汽水）
  - VS騎士檸檬汽水&40炎 心跳特技 瞄準熱血老師的心!!
  - 未來形偶像
  - VS騎士檸檬汽水&40炎 超天然未來形專輯
  - VS騎士檸檬汽水&40炎 超天然未來形專輯2 Parallel Vacation
  - VS騎士檸檬汽水&40炎 超天然未來形專輯3
- VitaminZ（日语：VitaminZ）（上條元親）
  - VitaminZ ～～
  - VitaminZ Revolution 山手線CD TSUTAYA特典  、 ～冰河的誘惑～
  - Dramatic CD Collection VitaminX-Z 雞尾酒維他命3 ～九影與上條 愛的White Lady～
  - VitaminZ Character Song CD 百歌繚亂 其之伍 ～上條/佐伯～
- 機甲都市 伯林1935（日语：機甲都市 伯林）（華特、胡佛）
- 姫巫女外傳 神魂的搖籃曲（諸葛亮孔明）
- FIGHT!!（日座陽之介）
- Present 聲優精選輯 Vol.01
- 星屑樂園（日语：星くずパラダイス）系列（寶生廣志）
  - 星屑樂園
  - 星屑樂園2 寶船歌謠大全
- Voice Festival 火之鳥 ～鳳凰篇～（我王）
- BOYS BE…（田中民生）
  - Magazine CD書『BOYS BE…』
- Voicelugger（天馬武）
  - 電視劇 Voicelugger 形象歌曲集
  - Voicelugger外傳CD VOL.1
  - －「Voicelugger」插入歌
- 搖擺吧！少女（旁白）
- 認真和我談戀愛！（島津岳人）
  - 廣播劇CD Vol.1～5
- 魔天道其方（日语：魔天道ソナタ）（菲勒）
- 真夏的戀人（日语：真夏の恋人）（大庭兵悟）
- 魔法戰隊魔法連者（魔法貓史魔奇）
  - 魔法戰隊魔法連者 魔法原聲音樂Stage 2 歌曲精選輯
  - 魔法CD書 魔法戰隊魔法連者
  - 魔法完整歌曲集 魔法戰隊魔法連者全曲集
- 無限地帶23 III（高中英二）
  - 無限地帶23 III 原聲音樂
- 魍魎戰記MADARA（日语：魍魎戦記MADARA）（獅子丸隼人）
  - MADARA 轉生篇系列 VOL.1 - 5
- 桃太郎傳說系列（浦島太郎）
  - 桃太郎傳說 
  - 桃太郎傳說 II、桃王
  - 桃太郎傳說外傳 ～月戀～
  - 桃太郎電鐵 ～SOKOZIKARA～ 桃太郎電鐵V ORIGINAL SOUND TRACK
- 月光耳環 銀玫瑰騎士團（日语：ユメミと銀のバラ騎士団）系列（高天宏）
- 鎧傳系列（真田遼〈烈火之遼〉）
  - 鎧傳 不讓你入眠
  - 鎧傳 BEST FRIENDS
  - 廣播劇CD 鎧傳 天空傳
  - 廣播劇CD 鎧傳 水滸傳
  - 廣播劇CD 鎧傳 光輪傳
  - 廣播劇CD 鎧傳 月
  - 廣播劇CD 鎧傳 風
- 辣韮之皮 ～萌吧！杜之宮高校漫畫研究社～（日语：辣韮の皮〜萌えろ!杜の宮高校漫画研究部〜）（瀧澤政宗）
  - 辣韮之皮 THE CD 皮第1枚～第3枚
- 夢幻模擬戰II（艾爾文）
  - 回憶廣播劇CD 夢幻模擬戰II
- 熱拳本色（香取石松）
  - 熱拳本色1 角色歌曲集
- 瑠璃丸傳 ～～（瑠璃丸）
- 羅德斯島戰記系列（帕恩（日语：パーン (ロードス島戦記)））
  - Odyssey
  - KNIGHT OF LODOSS ～風之歌～
  - 羅德斯島戰記 OST VOL.II - III
  - 羅德斯島戰記 Special CD Package
  - 羅德斯島戰記 卡式錄音帶⑥　復仇的濃霧
  - 羅德斯島戰記 風與炎之魔神 1 沙漠王國
  - 羅德斯島戰記 風與炎之魔神 2 娜狄亞的苦惱
  - 羅德斯島戰記 風與炎之魔神 3 亞拉尼亞的賢者
  - 羅德斯島戰記 風與炎之魔神 4 然後從此解放
  - 收錄在《Comptiq》2013年12月號 30週年紀念廣播劇CD [73]

### 廣播節目
關西電台
- 熱血電波俱樂部（日语：熱血電波倶楽部）
  - NG騎士檸檬汽水&40 EX2 晃蕩銀河帝國大混戰！（日语：熱血電波倶楽部#ラジオドラマ）
  - NG騎士檸檬汽水&40 DJ特別篇
  - NG騎士檸檬汽水&40 DX 期待興奮時空 炎之海賊盤（日语：熱血電波倶楽部#ラジオドラマ）
- （YOUMEX YOUMIX內）草尾毅的TAKE it Easy
- 草尾毅的夜晚愈玩愈上手（AM神戶）

東海廣播
- 草尾毅的T-Kids Party
- 草尾毅的T-Kids Party R
- 草尾毅的玩家之夜
- 你與YANA-YANA希波克拉底

其它電台
- 夜（主持人，日本放送）
  - 草尾毅宮村優子
- 青山二丁目劇場（日语：青山二丁目劇場）『人造人009 誕生篇（前）&（後）』飾演 人造人009／嶋村喬（文化放送）
- 東京REMIX族（日语：東京REMIX族）（J-WAVE）飾演 問候者

### 網路廣播
- （主持人）
- （主持人，聲優Wave（日语：声優Wave））
- CLUB 可可&果果（日语：CLUB ココ&ナッツ）（主持人，animate TV（日语：アニメイトタイムズ））
- 草尾毅與赤羽根健治的Animage不知何故（主持人，Animage Mobile）

### 廣播劇
- G-SAVIOUR（莫里斯河）
- 青山二丁目劇場（日语：青山二丁目劇場）（文化放送）
  - 「聖誕之夜」（守）
  - 「新三郎之戀」（原新三郎）
  - 「九十九耕一 奇幻世界」第2回（我）
  - 「籐子之戀」第1、2、4話（年輕時的義彥）
- 戀愛音樂小說「4種情結」（NHK-FM）
- 青春冒險（日语：青春アドベンチャー）（NHK-FM）
  - （實）
  - 「太陽的簒奪者」
  - （驗）
  - 「迷宮百年的睡魔」（夏露路·朵瑞）
  - 「Meg」（巴德）
- FM劇場（日语：FMシアター）「鯨魚消失的日子」
- 人造人009 誕生篇（009／嶋村喬）

### 數位漫畫
- VOMIC 孤高的人（日语：孤高の人）（黑澤睦美）
- Bee漫畫 刃牙（鎬昴昇）

### 錄影帶、DVD
- N·G·FIVE
- N·G·FIVE HARIKIRI LIVE
- TOKYOCITY（原創錄影帶劇場）
- ROCK'N ROLL MY WAY
- Libre Viaje
- EVERYBODY'S CHRISTMAS
- Cheer Up！
- VOICE（原創錄影帶劇場）
- 今晚絕對是一場嘉年華！
- 前往聲優之路 機動警察 & 怪力少女
- Excited Device 1991 TAKE A SHINE CONCERTS
- Beginning Breeze -TAKESHI KUSAO Live Tour'93-
- Voice Actor30 Vol.3
- TAKESHI KUSAO SPECIAL LIVE '94 PASSING RAIN
- TAKESI KUSAO LIVE TOUR96'-PANGAEA-
- Voice Festival to 2000
- TAKESHI KUSAO CONCERT 2000「0→1」
- PHASE2001
- 劇場版 幻想魔傳最遊記 Summer Illusion
- 劇場版 幻想魔傳最遊記 Summer Illusion 2002
- Pierrot動畫世界2003

### 電影
- 紅色眼鏡/The Red Spectacles（日语：紅い眼鏡/The Red Spectacles）（屍體）

### 電視節目
富士電視台
- 「小知識之泉」 『小知識之種』單元「尋找與施工中一致的看板」的聲優候補（2006年）
- 「森田一義時間 笑一笑又何妨！」 於研究人生遊戲 SUGO.6「人氣動畫聲優」主題內出演（2008年4月8日）

AT-X
- 花之聲優界！明星☆保齡球 製作公司對決GEKI投特別節目（日语：花の声優界! スター☆ボウリング#第1弾）（2005年8月14日）
- 「番宣部長（日语：番宣部長）」（2007年1月）

NHK教育
-  第16回「來製作動畫」內以專訪人物出演（2007年1月）
- 「R的法則 聲優對決 ～秋之陣～」（2012年10月8日）－飾演 浦島太郎及其他角色

其它電視台
- 「ANIMEX俱樂部」（KIDS STATION/TVS，主持人）
- CS放送節目「聲優Wonderland 草尾毅特集」出演（2001年4月）
- 「大膽MAP（日语：大胆MAP）」作為櫻木花道的聲優出演（2008年1月，朝日電視台）

### 廣告
- 『灌籃高手』相關（櫻木花道）
  - 萬代 『From TV animation 灌籃高手 四強激突!!』（1994年）
  - 萬代 『From TV animation 灌籃高手 ～SD HEATUP!!～』（1995年）
  - 萬代 『SLAM DUNK 』 與作品女主角赤木晴子的聲優平松晶子共同
  - 東映視訊（日语：東映ビデオ） 『SLAM DUNK DVD-Collection』（2008年5月－）
- ASCII 『真愛故事（日语：トゥルー・ラブストーリー）』（1996年）
- 角川書店 『劇場版Keroro軍曹 活動2008』（2008年3月－）
- 史克威爾艾尼克斯 『新少年偵探 ～螺旋重現（日语：スパイラル・アライヴ）』（2008年2月）
- TOMY（日语：トミー (企業)） 『Big Tsubasa號』
- 妮維雅花王（日语：ニベア花王） （2007年10月－）
- 萬代
  - 『鐵甲小寶』超變身系列
  - 『七龍珠群雄』

### 其它
- EGO（書籍）
- CR義經物語（源九郎義經）
- CR熱拳本色（香取石松）
- 教育錄影帶（旁白）
- 欣賞職棒享受10倍快樂的方法（日语：プロ野球を10倍楽しく見る方法）（GON中山的聲音）
- THE STREET FIGHTERS（日语：ストリートファイターズ）（EX音樂節目） 節目旁白
- Tux君的稅Q&A（Tux君）操演[74]
- 時空幻境祭典（日语：テイルズ オブ フェスティバル） 2011（VTR出演）
- 七龍珠Z 真武道會2（日语：ドラゴンボールZ 真武道会2） 宣傳影像（特南克斯）
- 七龍珠群雄 究極任務 宣傳影像
- 揮棒人生（NTV電視劇） 摘要旁白
- 日本偉人大賞2007 改變歷史的超級偉人SP（日语：日本偉人大賞）（天草四郎的聲音）
- 野球少年（NHK電視劇） Premap（日语：NHKプレマップ）內預告旁白
- 角子機 戰國無雙（真田幸村）
- 角子機 漂之男子漢（日语：クローズ）（坊屋春道）
- 平成20年成人式 紀念錄影帶 旁白
- 旁白（2006年4月－）
- 虛擬VR Presenter 響子[注 17] 旁白

## 音樂作品

### 單曲
| 單曲名稱（日文名稱）              | 發行日期       | 規格編號   |
| --------------------------------- | -------------- | ---------- |
| 再一次 I LOVE YOU（迷你專輯）（もういちど I LOVE YOU（ミニアルバム）） | 1990年1月26日  | TYDY-5123  |
| 熱帶夜（熱帯夜）                        | 1994年6月29日  | TYDY-2058  |
| PASSING RAIN                      | 1994年12月16日 | MRDA-00045 |
| 唇                                | 1996年3月20日  | CODC-905   |
| SPEED VIBRATION                   | 1997年3月20日  | CODC-1181  |
| THE ECHO OF MY HEART              | 1997年6月21日  | CODC-1250  |
| 湘南                              | 2001年11月11日 | NMAX-1031  |

### 專輯
| 專輯名稱（日文名稱）                          | 發行日期       | 規格編號   |
| --------------------------------------------- | -------------- | ---------- |
| '90s -NINETY'S- TAKESHI KUSAO                 | 1990年6月21日  | KICA-21    |
| Credo-Believe in something-                   | 1990年9月27日  | TYCY-5143  |
| Take A Shine-Under the Starry Night-          | 1991年9月13日  | TYCY-5175  |
| Beginning Breeze                              | 1993年9月8日   | TYCY-5319  |
| TAU                                           | 1994年8月24日  | TYCY-5396  |
| 愛歌（EARLY TAKESHI KUSAO Vol.1）             | 1994年12月21日 | TYCY-5415  |
| 青春的光和影（EARLY TAKESHI KUSAO Vol.2）（青春の光と影（EARLY TAKESHI KUSAO Vol.2）） | 1994年12月21日 | TYCY-5416  |
| COMS                                          | 1995年7月5日   | MRCA-10030 |
| PANGAEA                                       | 1996年5月21日  | COCC-13413 |
| 草尾毅SUPER BEST YOUMEX YOUMIX                | 2004年12月21日 | ABCA-5072  |

### 特別企劃CD
- NG FIVE First&Final（1989年6月5日／292A-91）
- EVERYBODY'S CHRISTMAS（1990年11月21日／TYCY-5148）
- Present（聲優精選輯）（1991年2月21日／PCLA-813）
- 今晚絕對是一場嘉年華（1991年11月27日／TYCY-5184）
- 草尾毅的T-Kids Party R Vol.1（1995年1月20日／MRCA-20054）
- 草尾毅的T-Kids Party R ～Final Party～（1995年5月19日／MRCA-20066）
- PRETTY in WHITE（1996年11月25日／POCH-1613）
- 百歌聲爛 -男性聲優篇II-（2008年1月23日／SVWC-7536）

## 腳註

## 外部連結
- 青二Production公式官網的聲優簡介 （页面存档备份，存于） （日語）
- 草尾毅 （页面存档备份，存于） （日語）－Talent Date Bank
- 草尾毅 （页面存档备份，存于） （日語）－日本藝人名鑑（日语：日本タレント名鑑）
- 草尾毅 （页面存档备份，存于） （日語）－Movie Walker（日语：Movie Walker）
- 草尾毅 （页面存档备份，存于） （日語）－allcinema（日语：allcinema）
- 草尾毅的聲優道，全3回完結，2016年8月16日最後查閱 （日語）[]。
- 草尾毅的聲優道，完整中文翻譯 （页面存档备份，存于），全3回完結 （繁體中文）。